# Eva Santidrián
Eva Santidrián Ruiz (* 25. Januar 2000 in Burgos) ist eine spanische Leichtathletin, die sich auf den Sprint spezialisiert hat.

## Sportliche Laufbahn
Erste internationale Erfahrungen sammelte Eva Santidrián bei den 2016 erstmals in Tiflis stattfindenden Jugendeuropameisterschaften, bei denen sie in 56,08 s den sechsten Platz im 400-Meter-Lauf belegte. 2021 startete sie mit der spanischen 4-mal-100-Meter-Staffel bei den U23-Europameisterschaften in Tallinn und gewann dort in 43,74 s die Silbermedaille hinter dem Team aus Deutschland. 2022 siegte sie mit der 4-mal-400-Meter-Staffel in 3:31,72 min bei den Ibero-Amerikanischen Meisterschaften in La Nucia und im Juli belegte sie bei den Mittelmeerspielen in Oran in 23,33 s den fünften Platz im 200-Meter-Lauf. Anschließend startete sie mit der Mixed-Staffel bei den Weltmeisterschaften in Eugene und verpasste dort mit 3:16,14 min den Finaleinzug und auch mit der Frauenstaffel schied sie mit 3:32,87 min im Vorlauf aus. Anschließend belegte sie bei den Europameisterschaften in München in 3:29,70 min den achten Platz. 2023 startete sie mit der Staffel bei den Weltmeisterschaften in Budapest und verpasste dort mit 3:31,91 min den Finaleinzug und im Jahr darauf schied sie bei den Hallenweltmeisterschaften in Glasgow mit 53,07 s in der ersten Runde über 400 Meter aus. Im Mai sicherte sie dem spanischen Team bei den World Athletics Relays auf den Bahamas einen Startplatz bei den Olympischen Spielen in Paris und im Juni gelangte sie bei den Europameisterschaften in Rom mit 3:26,94 min auf Rang sieben. Anschließend verpasste sie bei den Olympischen Sommerspielen in Paris mit 3:28,29 min den Finaleinzug mit der Frauenstaffel.
2025 schied sie bei den Halleneuropameisterschaften in Apeldoorn mit 52,82 s im Halbfinale über 400 Meter aus und belegte mit der Frauenstaffel in 3:25,68 min den vierten Platz.
2022 wurde Santidrián spanische Meisterin im 400-Meter-Lauf sowie 2021 in der 4-mal-100-Meter-Staffel und 2022 in der 4-mal-400-Meter-Staffel. Zudem wurde sie 2023 und 2024 Hallenmeisterin im 400-Meter-Lauf.

## Persönliche Bestzeiten
- 100 Meter: 11,72 s (−1,4 m/s), 3. Juni 2023 in Salamanca
  - 60 Meter (Halle): 7,61 s, 22. Januar 2022 in Salamanca
- 200 Meter: 23,33 s (+0,9 m/s), 3. Juli 2022 in Oran
  - 200 Meter (Halle): 23,20 s, 18. Januar 2025 in Salamanca
  - 300 Meter (Halle): 36,96 s, 18. Januar 2025 in Salamanca (spanischer Rekord)
- 400 Meter: 52,23 s, 21. Juni 2024 in Madrid
  - 400 Meter (Halle): 51,46 s, 23. Februar 2025 in Madrid